# Украинское Учредительное собрание
Украинское Учредительное собрание (укр. Українські Установчі Збори, УУС) — выборная законодательная учреждение, конституанта украинского народа, задачей которой было утвердить новый порядок и установить конституцию украинского государства.

## История вопроса
Трудности поисков взаимопонимания Украинской Центральной Рады (УЦР) с Временным правительством России, которое не согласилось на полную автономию, побудили украинские политические силы выдвинуть идею Украинского Учредительного Собрания. Уже в I Универсале УЦР провозглашала, что только Всенародное Украинское Собрание (Сейм) имеет право принимать все законы, которые должны установить порядок и строй на Украине. 6 Сессия УЦР работала над выработкой порядка выборов в УУС и его созывом. Постановление о созыве УУС вызвало острую реакцию российских централистов против УЦР, главным образом — кадетов, в знак протеста они вышли из её состава. Впоследствии, в конце сентября, против созыва УУС протестовали российские социал-демократы, социалисты-революционеры и еврейская социалистическая партия «Бунд», рассматривая созыв УУС как способ оторвать Украину от России. Учитывая негативную установку национальных меньшинств, Малая Рада заняла компромиссную позицию, пытаясь согласовать принцип самоопределения Украины через УУС с принципом единства федеративной российской республики, что должно было признать Всероссийское учредительное собрание.
12 октября 1917 УЦР приняла основы законопроекта о выборах в УУС и поручила Малой Раде окончательно утвердить закон и провести выборы.
III Универсал назначал день выборов на 9 января 1918 года, а день созыва — 22 января 1918, отмечая, что до созыва УУС законодательная власть принадлежит Украинской Центральной Раде. В члены Украинского учредительного собрания избирались на основе всеобщего, равного, прямого и тайного голосования, с соблюдением принципа пропорционального представительства. Активное и пассивное право выборов имели лица обоего пола в возрасте более 20 лет. Должен был быть избран 301 член (1 депутат на 100 тысяч населения).
Только на не оккупированных районах Украины, в которых по украинским спискам подано более 70 % всех голосов, был избран 171 депутат из всех 301. Украинская центральная Рада постановила не откладывать провозглашение независимости УНР и другие важные решения до созыва УУС, а в течение IV Универсала определила, что до созыва УУС она сама будет править страной. УЦР приказывала завершить выборы в УУС для его проведения. Однако дальнейшие события не позволили осуществить эти установки, и УУС так и не было созвано.

## Главная и окружные избирательные комиссии
Организация выборов возлагалась на Главную комиссию по делам выборов в украинском Украинское учредительное собрание в составе: М. Мороз (председатель), П. Стефанович, Н. Радченко, Г. Кириченко, А. Бутовский, А. Щербак. Управляющий делами — Иван Тарасенко. Размещалась Главная комиссия в помещении Киевской губернской народной управы (Киев, ул. Владимирская, 33).

## Избирательные округа
Согласно «Закону о выборах в Учредительное собрание Украинской Народной Республики» образованы такие избирательные округа (с числом депутатов от каждого):
- Волынский (за исключением частей, занятых врагом: Владимир-Волынский и Ковельский уезды), 30 от 3 055 000
- Екатеринославский, 36 от 3 561 000
- Киевский, 45 (4 368 000[5] — 4 778 000[6])
- Полтавский, 30 от 3 038 000
- Подольский, 39 от 3 873 000
- Харьковский (с приобщением Грайворонского уезда Курской губернии), 35 от 3 548 000
- Херсонский, 34 от 3 368 000
- Черниговский (с приобщением Путивльского уезда Курской губернии), 28 от 2 816 000
- Острогожский (Острогожский, Валуйский, Бирюченский и Богучарский уезды Воронежской губернии и Новооскольский уезд Курской губернии), 15 от 1 465 000
- Таврический (Бердянский, Днепровский и Мелитопольский уезды Таврической губернии), 9 от 901 000

Предполагалось, что помимо округов ещё 5-10 % дополнительных мандатов будут распределены на общеукраинском уровне; при их распределении списки из разных губерний могли объединиться (этой возможностью воспользовались списки, выдвинутые одной партией или просто идеологически близкие).

## Результаты выборов

Результаты выборов. Показаны партия-победитель (оттенок отображает полученный процент голосов) и распределение мандатов в округах

Выборы не удалось осуществить в Харьковском (где они были первоначально отложены до 2 февраля 1918 года, а затем сорваны большевиками), Одесском, Таврическом, Путивльском, Острогожском, Валуйском, Бирючском, Богучарском и Новооскольском округах, на Северном, Западном и Кавказском фронтах.

### Общие
В общей таблице указана сумма голосов за объединения списков из разных округов.
| | |        |           |           |       |        |
| Список | Список | Округа | Голоса    | % голосов | Места | % мест |
| | Украинская партия социалистов-революционеров | 10     | 2 760 462 | 59,14     | 152   | 63,87  |
| | Российская социал-демократическая рабочая партия (большевиков)1 | 7      | 826 280   | 17,70     | 47    | 19,75  |
| | Еврейский национальный избирательный комитет и Сионистская организация | 7      | 207 324   | 4,44      | 9     | 3,78   |
| | Левые социалисты-революционеры2 | 1      | 153 915   | 3,30      | 13    | 5,46   |
| | Польские списки | 5      | 87 170    | 1,87      | 3     | 1,26   |
| | Украинская социал-демократическая рабочая партия | 10     | 79 647    | 1,71      | 2     | 0,84   |
| | Партия социалистов-революционеров | 7      | 63 064    | 1,35      | 2     | 0,84   |
| | Хлеборобы и земельные собственники | 4      | 59 698    | 1,28      | 1     | 0,42   |
| | Селяне Балтского уезда | 1      | 56 416    | 1,21      | 3     | 1,26   |
| | Партия народной свободы | 7      | 49 604    | 1,06      | 1     | 0,42   |
| | Русские националисты и православные приходы | 4      | 43 489    | 0,93      | 1     | 0,42   |
| | Всеобщий еврейский рабочий союз «Бунд»3 | 8      | 39 649    | 0,85      | 0     | 0      |
| | Левые социалисты-революционеры украинцы2 | 1      | 38 166    | 0,82      | 1     | 0,42   |
| | Российские граждане немецкой национальности | 2      | 31 888    | 0,68      | 2     | 0,84   |
| | Российская социал-демократическая рабочая партия (объединённая)4 | 8      | 24 846    | 0,53      | 0     | 0      |
| | Объединенная еврейская социалистическая рабочая партия | 7      | 24 458    | 0,52      | 0     | 0      |
| | Золотоношская селянская спилка | 1      | 17 558    | 0,38      | 0     | 0      |
| | Украинская партия социалистов-федералистов5 | 5      | 16 626    | 0,36      | 0     | 0      |
| | Еврейская социал-демократическая рабочая партия «Поалей-Цион» | 7      | 16 493    | 0,35      | 0     | 0      |
| | «Российская социал-демократическая рабочая партия объединённых (большевиков), интернационалисты, живущие на Украине, и Украинская социал-демократическая рабочая партия (большевиков)» | 1      | 9 454     | 0,20      | 0     | 0      |
| | «Еврейские списки» | 4      | 8 879     | 0,19      | 0     | 0      |
| | Украинская трудовая партия6 | 2      | 7 920     | 0,17      | 0     | 0      |
| | Селянская спилка Радомысльского уезда | 1      | 7 689     | 0,16      | 0     | 0      |
| | Трудовая народно-социалистическая партия | 7      | 7 029     | 0,15      | 0     | 0      |
| | Чешское и словацкое трудовое крестьянство Волынской губернии | 1      | 4 688     | 0,10      | 0     | 0      |
| | Украинская партия социалистов-самостийников7 | 2      | 3 704     | 0,08      | 0     | 0      |
| | Польская социалистическая партия | 4      | 3 587     | 0,08      | 0     | 0      |
| | Черниговская губернская спилка покалеченных воинов | 1      | 3 288     | 0,07      | 0     | 0      |
| | Украинская селянская трудовая социалистическая группа | 1      | 3 236     | 0,07      | 0     | 0      |
| | Партия казаков и крестьян-хлеборобов | 1      | 2 795     | 0,06      | 0     | 0      |
| | Идише Фолкспартей (Еврейская народническая партия) | 3      | 2 613     | 0,06      | 0     | 0      |
| | Список Г. С. Носаря | 1      | 2 361     | 0,05      | 0     | 0      |
| | Кандидатский список в Украинское Учредительное собрание, выставленный Украинской Центральной радой Балтийского флота и Украинской Краевой радой Финляндии                              | 1      | 2 160     | 0,05      | 1     | 0,42   |
| | Независимые революционные демократы | 2      | 2 023     | 0,04      | 0     | 0      |
| | Объединённая славянская группа | 1      | 1 662     | 0,04      | 0     | 0      |
| | Украинская федеративно-демократическая партия | 1      | 1 371     | 0,03      | 0     | 0      |
| | Беженцы-украинцы Холмщины и Гродненщины | 4      | 956       | 0,02      | 0     | 0      |
| | Сосницкая селянская спилка | 1      | 877       | 0,02      | 0     | 0      |
| | Объединённые польские социалисты | 1      | 583       | 0,01      | 0     | 0      |
| | Остёрская уездная селянская спилка | 1      | 496       | 0,01      | 0     | 0      |
| | Селянская спилка Талалаевской волости Нежинского уезда | 1      | 447       | 0,01      | 0     | 0      |
| | Совет казацких и селянских депутатов Черниговского гарнизона | 1      | 444       | 0,01      | 0     | 0      |
| | Селянская спилка Помокельской волости Переяславского уезда | 1      | 291       | 0,01      | 0     | 0      |
| | Всероссийская организация «Единство» РСДРП | 1      | 287       | 0,01      | 0     | 0      |
| | Группа украинских нежинских избирателей, стоящих на платформе украинских социалистов-революционеров и Селянской спилки, по соглашению с Комитетом окраин г. Нежина                     | 1      | 212       | 0,00      | 0     | 0      |
| | Группа села Высший Булатец Лубенской волости Лубенского уезда | 1      | 185       | 0,00      | 0     | 0      |
| | Группа беспартийных команды линейного корабля «Иоанн Златоуст» | 1      | 129       | 0,00      | 0     | 0      |
| | Польская социалистическая партия — левица8 | 1      | 114       | 0,00      | 0     | 0      |
| | Мещане-христиане города Новоград-Волынского | 1      | 113       | 0,00      | 0     | 0      |
| | Украинские федералисты-республиканцы | 1      | 98        | 0,00      | 0     | 0      |
| | Селянская спилка Лосиновской волости Нежинского уезда | 1      | 19        | 0,00      | 0     | 0      |
| Всего | Всего | 11     | 4 667 968 | 100       | 238   | 100    |
| Источник: | |        |           |           |       |        |
| Примечания: - 1 Включая совместный список с ППС-Левицей в Киевском округе. - 2 Списки левых эсеров в Херсонском и Полтавском округах не объединились. - 3 Включая совместный список с РСДРП(о) в округе Юго-Западного фронта. - 4 Включая совместный список с «Бундом» в округе Юго-Западного фронта. - 5 Включая совместный список с УТП в Подольском округе. - 6 Включая совместный список с УПСФ в Подольском округе и с УПСС в Киевском округе. - 7 Включая совместный список с УТП в Киевском округе. - 8 Не включая совместный список с РСДРП(б) в Киевском округе. | |        |           |           |       |        |

### Волынская губерния
Выборы прошли (за исключением оккупированных немцами уездов) в одних уездах 7-9 января, в других 14-16 января 1918 года.
| Список    | Список                                                                                       | Голоса  | % голосов | Места | % мест |
| --------- | -------------------------------------------------------------------------------------------- | ------- | --------- | ----- | ------ |
|           | Украинская партия социалистов-революционеров совместно с Волынской радой селянских депутатов | 261 031 | 66,15     | 23    | 76,67  |
|           | Житомирская организация РСДРП (большевиков) социал-демократии Украины                        | 36 338  | 9,21      | 3     | 10,00  |
|           | Еврейский национальный избирательный комитет                                                 | 32 811  | 8,31      | 2     | 6,67   |
|           | Волынский польский список                                                                    | 32 765  | 8,30      | 2     | 6,67   |
|           | Всеобщий еврейский рабочий союз «Бунд»                                                       | 9 070   | 2,30      | 0     | 0      |
|           | Чешское и словацкое трудовое крестьянство Волынской губернии                                 | 4 688   | 1,19      | 0     | 0      |
|           | Православные приходы и хлеборобы                                                             | 2 742   | 0,69      | 0     | 0      |
|           | Еврейская социал-демократическая рабочая партия «Поалей-Цион»                                | 2 564   | 0,65      | 0     | 0      |
|           | Российская социал-демократическая рабочая партия (объединённая)                              | 2 557   | 0,65      | 0     | 0      |
|           | Партия народной свободы                                                                      | 1 891   | 0,48      | 0     | 0      |
|           | Волынская украинская трудовая партия (народно-социалистическая)                              | 1 824   | 0,46      | 0     | 0      |
|           | Объединенная еврейская социалистическая рабочая партия (СС и ЕС)                             | 1 785   | 0,45      | 0     | 0      |
|           | Партия социалистов-революционеров                                                            | 1 415   | 0,36      | 0     | 0      |
|           | Украинская социал-демократическая рабочая партия                                             | 1 167   | 0,30      | 0     | 0      |
|           | Украинская партия социалистов-федералистов                                                   | 1 164   | 0,29      | 0     | 0      |
|           | Идише Фолкспартей (Еврейская народническая партия)                                           | 530     | 0,13      | 0     | 0      |
|           | Беженцы-украинцы Холмщины и Гродненщины                                                      | 150     | 0,04      | 0     | 0      |
|           | Мещане-христиане города Новоград-Волынского                                                  | 113     | 0,03      | 0     | 0      |
| Всего     | Всего                                                                                        | 394 610 | 100       | 30    | 100    |
| Источник: |                                                                                              |         |           |       |        |

### Екатеринославская губерния
Выборы прошли в одних уездах 27-29 декабря 1917 года, в других 7-9 января 1918 года, а в самом Екатеринославе — 14-16 января.
| Список    | Список | Голоса  | % голосов | Места | % мест |
| --------- | --- | ------- | --------- | ----- | ------ |
|           | «Селянская спилка» и Украинская партия социалистов-революционеров                                                       | 348 564 | 55,85     | 22    | 61,11  |
|           | Рабочие, солдаты и крестьяне РСДРП (большевиков) на Украине и Полк сердюков имени атамана Орлика                        | 156 642 | 25,10     | 10    | 27,78  |
|           | «Земля и Воля». Партия социалистов-революционеров на Украине                                                            | 35 826  | 5,74      | 2     | 5,56   |
|           | Российские граждане немецкой национальности                                                                             | 18 760  | 3,01      | 1     | 2,78   |
|           | Украинская социал-демократическая рабочая партия                                                                        | 16 640  | 2,67      | 1     | 2,78   |
|           | Сионистская организация                                                                                                 | 11 181  | 1,79      | 0     | 0      |
|           | Землевладельцы Екатеринославщины (Союз земельных собственников Екатеринославской губернии и беспартийных прогрессистов) | 10 029  | 1,61      | 0     | 0      |
|           | Партия народной свободы                                                                                                 | 6 366   | 1,02      | 0     | 0      |
|           | Украинская краевая организация Российской социал-демократической рабочей партии (объединенной)                          | 4 932   | 0,79      | 0     | 0      |
|           | Екатеринославская Польская окружная рада                                                                                | 3 075   | 0,49      | 0     | 0      |
|           | Объединенная еврейская социалистическая рабочая партия (СС и ЕС)                                                        | 2 739   | 0,44      | 0     | 0      |
|           | Всеобщий еврейский рабочий союз «Бунд»                                                                                  | 1 880   | 0,30      | 0     | 0      |
|           | Еврейский список | 1 868   | 0,30      | 0     | 0      |
|           | Еврейская социал-демократическая рабочая партия «Поалей-Цион»                                                           | 1 804   | 0,29      | 0     | 0      |
|           | Идише Фолкспартей и Еврейский национальный демократический союз                                                         | 1 403   | 0,22      | 0     | 0      |
|           | Украинские независимые революционные демократы (группа журнала «Шлях»)                                                  | 711     | 0,11      | 0     | 0      |
|           | Объединённые польские социалисты                                                                                        | 583     | 0,09      | 0     | 0      |
|           | Трудовая народно-социалистическая партия                                                                                | 532     | 0,09      | 0     | 0      |
|           | Всероссийская организация «Единство» РСДРП                                                                              | 287     | 0,05      | 0     | 0      |
|           | Польская социалистическая партия                                                                                        | 137     | 0,02      | 0     | 0      |
|           | Польская социалистическая партия (ППС Левица)                                                                           | 114     | 0,02      | 0     | 0      |
| Всего     | Всего | 624 073 | 100       | 36    | 100    |
| Источник: | |         |           |       |        |

### Киевская губерния
Выборы прошли 27-29 декабря 1917 года в Чигиринском и Киевском уездах и 7-9 января 1918 года в остальных уездах и городе Киеве.
В самом Киеве победу одержал Внепартийный блок русских избирателей — список русских националистов, возглавляемый Василием Шульгиным.
| Список    | Список | Голоса    | % голосов | Места | % мест |
| --------- | --- | --------- | --------- | ----- | ------ |
|           | Украинская партия социалистов-революционеров совместно с Украинской селянской спилкой                                                                              | 871 441   | 75,74     | 38    | 84,44  |
|           | Российская социал-демократическая рабочая партия (большевиков), социал-демократия Украины, социал-демократия Польши и Литвы и Польская партия социалистов (Левица) | 73 964    | 6,43      | 3     | 6,67   |
|           | Еврейский национальный избирательный комитет | 68 604    | 5,96      | 3     | 6,67   |
|           | Внепартийный блок русских избирателей | 33 386    | 2,90      | 1     | 2,22   |
|           | Польский список объединённых польских партий | 18 349    | 1,59      | 0     | 0      |
|           | Партия «Бунд» («Всеобщий еврейский рабочий союз», входящий в «Российскую социалдемократическую рабочую партию»)                                                    | 17 551    | 1,53      | 0     | 0      |
|           | Объединенная еврейская социалистическая рабочая партия (СС и ЕС)                                                                                                   | 13 223    | 1,15      | 0     | 0      |
|           | Украинская социал-демократическая рабочая партия | 8 182     | 0,71      | 0     | 0      |
|           | Селянская спилка Радомысльского уезда | 7 689     | 0,67      | 0     | 0      |
|           | Российская социал-демократическая рабочая партия (объединённых меньшевиков)                                                                                        | 6 825     | 0,59      | 0     | 0      |
|           | Партия народной свободы | 6 538     | 0,57      | 0     | 0      |
|           | Партия социалистов-революционеров | 5 307     | 0,46      | 0     | 0      |
|           | Союз хозяев-хлеборобов на Украине | 4 881     | 0,42      | 0     | 0      |
|           | Еврейская социал-демократическая рабочая партия «Поалей-Цион» | 3 557     | 0,31      | 0     | 0      |
|           | Украинская селянская трудовая социалистическая группа | 3 236     | 0,28      | 0     | 0      |
|           | Украинская партия социалистов-федералистов | 2 625     | 0,23      | 0     | 0      |
|           | Блок украинцев-самостийников-социалистов и Украинской трудовой партии                                                                                              | 2 123     | 0,18      | 0     | 0      |
|           | Украинская федеративно-демократическая партия | 1 371     | 0,12      | 0     | 0      |
|           | Польская социалистическая партия | 880       | 0,08      | 0     | 0      |
|           | Трудовая народно-социалистическая партия | 480       | 0,04      | 0     | 0      |
|           | Беженцы-украинцы Холмщины и Гродненщины | 284       | 0,02      | 0     | 0      |
| Всего     | Всего | 1 150 496 | 100       | 45    | 100    |
| Источник: | |           |           |       |        |

### Полтавская губерния
Выборы прошли 7-9 января 1918 года.
| Список    | Список                                                                                   | Голоса  | % голосов | Места | % мест |
| --------- | ---------------------------------------------------------------------------------------- | ------- | --------- | ----- | ------ |
|           | Украинская партия социалистов-революционеров при участии Украинской селянской спилки     | 462 631 | 51,79     | 18    | 60,00  |
|           | Российская социал-демократическая рабочая партия (большевиков) социал-демократии Украины | 273 868 | 30,66     | 10    | 33,33  |
|           | Партия хлеборобов-собственников                                                          | 38 670  | 4,33      | 1     | 3,33   |
|           | Левые социалисты-революционеры украинцы                                                  | 38 166  | 4,27      | 1     | 3,33   |
|           | Золотоношская селянская спилка                                                           | 17 558  | 1,97      | 0     | 0      |
|           | Украинская социал-демократическая рабочая партия                                         | 15 089  | 1,69      | 0     | 0      |
|           | Сионистская организация                                                                  | 9 771   | 1,09      | 0     | 0      |
|           | Партия народной свободы                                                                  | 8 582   | 0,96      | 0     | 0      |
|           | Партия социалистов-революционеров                                                        | 5 917   | 0,66      | 0     | 0      |
|           | Еврейский список                                                                         | 4 696   | 0,53      | 0     | 0      |
|           | Украинская партия социалистов-федералистов                                               | 4 029   | 0,45      | 0     | 0      |
|           | Партия казаков и крестьян-хлеборобов                                                     | 2 795   | 0,31      | 0     | 0      |
|           | Кандидатский список № 7 (Г. С. Носарь)                                                   | 2 361   | 0,26      | 0     | 0      |
|           | Объединенная организация Российской социал-демократической рабочей партии                | 2 165   | 0,24      | 0     | 0      |
|           | Всеобщий еврейский рабочий союз «Бунд»                                                   | 1 676   | 0,19      | 0     | 0      |
|           | Объединенная еврейская социалистическая рабочая партия (СС и ЕС)                         | 1 476   | 0,17      | 0     | 0      |
|           | Украинский отдел Трудовой народной социалистической партии                               | 1 342   | 0,15      | 0     | 0      |
|           | Еврейская социал-демократическая рабочая партия «Поалей-Цион»                            | 1 041   | 0,12      | 0     | 0      |
|           | Идише Фолкспартей (Еврейская народническая партия)                                       | 680     | 0,08      | 0     | 0      |
|           | Селянская спилка Помокельской волости Переяславского уезда                               | 291     | 0,03      | 0     | 0      |
|           | Беженцы-украинцы Холмщины и Гродненщины                                                  | 290     | 0,03      | 0     | 0      |
|           | Группа села Высший Булатец Лубенской волости Лубенского уезда                            | 185     | 0,02      | 0     | 0      |
| Всего     | Всего                                                                                    | 893 279 | 100       | 30    | 100    |
| Источник: |                                                                                          |         |           |       |        |

### Подольская губерния
Выборы прошли 14-16 января 1918 года.
| Список    | Список | Голоса  | % голосов | Места | % мест |
| --------- | --- | ------- | --------- | ----- | ------ |
|           | Партия украинских социалистов-революционеров, Селянская спилка и украинские военные-селяне Юго-Западного фронта | 509 607 | 72,29     | 31    | 79,49  |
|           | Селяне Балтского уезда                                                                                          | 56 416  | 8,00      | 3     | 7,69   |
|           | Еврейский национальный избирательный комитет                                                                    | 54 472  | 7,73      | 3     | 7,69   |
|           | Польский Подольский окружной список                                                                             | 31 620  | 4,49      | 1     | 2,56   |
|           | Украинская социал-демократическая рабочая партия с Селянской спилкой                                            | 19 971  | 2,83      | 1     | 2,56   |
|           | Всеобщий еврейский рабочий союз «Бунд»                                                                          | 6 179   | 0,88      | 0     | 0      |
|           | Блок Украинской трудовой партии и Партии социалистов-федералистов по Подольскому избирательному округу          | 5 797   | 0,82      | 0     | 0      |
|           | Еврейская социал-демократическая рабочая партия «Поалей-Цион»                                                   | 4 142   | 0,59      | 0     | 0      |
|           | Объединенная еврейская социалистическая рабочая партия (СС и ЕС)                                                | 3 376   | 0,48      | 0     | 0      |
|           | Внепартийная группа русских избирателей и сельских хозяев                                                       | 2 961   | 0,42      | 0     | 0      |
|           | Партия народной свободы                                                                                         | 2 295   | 0,33      | 0     | 0      |
|           | Партия социалистов-революционеров                                                                               | 2 180   | 0,31      | 0     | 0      |
|           | Польская социалистическая партия (ППС)                                                                          | 1978    | 0,28      | 0     | 0      |
|           | Российская социал-демократическая рабочая партия (объединённых меньшевиков)                                     | 1 956   | 0,28      | 0     | 0      |
|           | Партия казаков и крестьян-хлеборобов                                                                            | 1 662   | 0,24      | 0     | 0      |
|           | Трудовая народно-социалистическая партия и ей сочувствующие                                                     | 338     | 0,05      | 0     | 0      |
| Всего     | Всего | 704 950 | 100       | 39    | 100    |
| Источник: | |         |           |       |        |

### Херсонская губерния
Выборы прошли 14-16 января 1918 года. Одесский уезд был выделен в отдельный округ, где выборы не состоялись.
Список под названием «Российская социал-демократическая рабочая партия объединённых (большевиков), интернационалисты, живущие на Украине, и Украинская социал-демократическая рабочая партия (большевиков)» в действительности был спойлером, выдвинутым не большевиками, а четырьмя шахтёрами со станции Ингулец.
| Список    | Список | Голоса  | % голосов | Места | % мест |
| --------- | --- | ------- | --------- | ----- | ------ |
|           | Исполнительный комитет Херсонского губернского Совета крестьянских депутатов и левые социалисты-революционеры                                                                        | 153 915 | 37,80     | 13    | 44,83  |
|           | Украинская партия социалистов-революционеров на Херсонщине при участии Рады селянских депутатов и Селянской спилки                                                                   | 112 061 | 27,52     | 9     | 31,03  |
|           | Российская социал-демократическая рабочая партия (большевиков) — Социалдемократия Украины                                                                                            | 58 512  | 14,37     | 5     | 17,24  |
|           | Еврейский национальный избирательный комитет Херсонской губернии | 20 100  | 4,94      | 1     | 3,45   |
|           | Российские граждане немецкой национальности | 13 128  | 3,22      | 1     | 3,45   |
|           | Украинская социал-демократическая рабочая партия | 11 675  | 2,87      | 0     | 0      |
|           | Российская социал-демократическая рабочая партия объединённых (большевиков), интернационалисты, живущие на Украине, и Украинская социал-демократическая рабочая партия (большевиков) | 9 454   | 2,32      | 0     | 0      |
|           | Партия социалистов-революционеров | 8 383   | 2,06      | 0     | 0      |
|           | Защитники собственности и порядка | 6 118   | 1,50      | 0     | 0      |
|           | Партия народной свободы | 5 871   | 1,44      | 0     | 0      |
|           | Российская социал-демократическая рабочая партия (объединённая) | 1 582   | 0,39      | 0     | 0      |
|           | Объединенная еврейская социалистическая рабочая партия | 1 311   | 0,32      | 0     | 0      |
|           | Еврейский список | 1 288   | 0,32      | 0     | 0      |
|           | Всеобщий еврейский рабочий союз «Бунд» | 1 272   | 0,31      | 0     | 0      |
|           | Еврейская социал-демократическая рабочая партия «Поалей-Цион» | 1 269   | 0,31      | 0     | 0      |
|           | Трудовая народно-социалистическая партия | 596     | 0,15      | 0     | 0      |
|           | Польская социалистическая партия (ППС) | 592     | 0,15      | 0     | 0      |
|           | Украинские федералисты-республиканцы | 98      | 0,02      | 0     | 0      |
| Всего     | Всего | 407 225 | 100       | 29    | 100    |
| Источник: | |         |           |       |        |

### Черниговская губерния
Выборы не состоялись в Глуховском (за исключением города Шостка), Мглинском и Сосницком уездах, в остальной части губернии они прошли 7-9 января 1918 года.
| Список    | Список | Голоса  | % голосов | Места | % мест |
| --------- | --- | ------- | --------- | ----- | ------ |
|           | Черниговская организация Российской социал-демократической рабочей партии (большевиков) социал-демократии Украины                                                  | 226 124 | 50,44     | 16    | 57,14  |
|           | Украинская партия социалистов-революционеров при участии селянских спилок                                                                                          | 160 575 | 35,82     | 11    | 39,29  |
|           | Украинский союз охраны государственности и хозяйства (Партия народной свободы и беспартийные хлеборобы и общественные деятели)                                     | 18 061  | 4,03      | 1     | 3,57   |
|           | Еврейский национальный избирательный комитет | 10 385  | 2,32      | 0     | 0      |
|           | Объединённые советы православных приходов Украины | 4 400   | 0,98      | 0     | 0      |
|           | Черниговская организация Российской социал-демократической рабочей партии (объединённой)                                                                           | 4 254   | 0,95      | 0     | 0      |
|           | Губернский комитет Партии социалистов-революционеров | 4 036   | 0,90      | 0     | 0      |
|           | Черниговская губернская спилка покалеченных воинов | 3 288   | 0,73      | 0     | 0      |
|           | Украинская партия социалистов-федералистов | 3 011   | 0,67      | 0     | 0      |
|           | Еврейская социал-демократическая рабочая партия «Поалей-Цион» | 2 116   | 0,47      | 0     | 0      |
|           | Трудовая народно-социалистическая партия | 1 917   | 0,43      | 0     | 0      |
|           | Конотопский комитет Украинской социал-демократической рабочей партии                                                                                               | 1 739   | 0,39      | 0     | 0      |
|           | Всеобщий еврейский рабочий союз «Бунд» | 1 446   | 0,32      | 0     | 0      |
|           | Общественно-политический клуб поляков на Черниговщине | 1 361   | 0,30      | 0     | 0      |
|           | Независимые революционные демократы («Земля, мир, воля и правда»)                                                                                                  | 1 312   | 0,29      | 0     | 0      |
|           | Еврейский список | 1 027   | 0,23      | 0     | 0      |
|           | Сосницкая селянская спилка | 877     | 0,20      | 0     | 0      |
|           | Объединенная еврейская социалистическая рабочая партия (СС и ЕС)                                                                                                   | 548     | 0,12      | 0     | 0      |
|           | Остёрская уездная селянская спилка | 496     | 0,11      | 0     | 0      |
|           | Селянская спилка Талалаевской волости Нежинского уезда | 447     | 0,10      | 0     | 0      |
|           | Совет казацких и селянских депутатов войска Черниговского гарнизона                                                                                                | 444     | 0,10      | 0     | 0      |
|           | Беженцы-украинцы Холмщины и Гродненщины | 227     | 0,05      | 0     | 0      |
|           | Группа украинских нежинских избирателей, стоящих на платформе украинских социалистов-революционеров и Селянской спилки, по соглашению с Комитетом окраин г. Нежина | 212     | 0,05      | 0     | 0      |
|           | Селянская спилка Лосиновской волости Нежинского уезда | 19      | 0,00      | 0     | 0      |
| Всего     | Всего | 448 322 | 100       | 28    | 100    |
| Источник: | |         |           |       |        |

### Румынский фронт
Выборы прошли в некоторых подразделениях в январе 1918 года.
|           | Украинская партия социалистов-революционеров Румынского фронта     | 15 006 | 90,93 |
|           | Украинская социал-демократическая рабочая партия Румынского фронта | 1 497  | 9,07  |
| Всего     | Всего                                                              | 16 503 | 100   |
| Источник: |                                                                    |        |       |

### Юго-Западный фронт
Выборы проходили с конца декабря 1917 по конец января 1918 года, но не были завершены.
|           | Украинская партия социалистов-революционеров                                                             | 18 786 | 82,96 |
|           | Украинская социал-демократическая рабочая партия                                                         | 3 283  | 14,50 |
|           | Российская социал-демократическая рабочая партия (объединенная) и Всеобщий еврейский рабочий союз «Бунд» | 575    | 2,54  |
| Всего     | Всего | 22 644 | 100   |
| Источник: | |        |       |

### Балтийский флот
В выборах участвовал всего один список под названием «Кандидатский список в Украинское Учредительное собрание, выставленный Украинской Центральной радой Балтийского флота и Украинской Краевой радой Финляндии и принятый 22 декабря 1917 г. всеобщим собранием Украинской Гельсингфорсской рады», состоящий из 2 украинских эсеров (матрос Логвиненко и солдат Тимощук) и одного украинского социал-демократа (матрос Табурянский). Избирателям было позволено самим определить, кто из них получит один распределяемый в округе мандат, таким образом, выборы превратились в мажоритарные. Победил Тимощук.
|           | Тимощук Г. Ф. (УПСР)      | 901   | 41,71 |
|           | Логвиненко Г. С. (УПСР)   | 734   | 33,98 |
|           | Табурянский Н. Н. (УСДРП) | 525   | 24,31 |
| Всего     | Всего                     | 2 160 | 100   |
| Источник: |                           |       |       |

### Черноморский флот
Выборы прошли с 21 января по 4 февраля 1918 года.
|           | Украинская партия социалистов-самостийников | 1 581 | 42,66 |
|           | РСДРП (большевиков) и Одесский комитет Украинской социал-демократической рабочей партии (большевиков)                                                       | 832   | 22,45 |
|           | Украинская партия социалистов-революционеров | 760   | 20,51 |
|           | Блок Украинской социал-демократической партии и секции рабочих Севастопольской украинской рады военных и рабочих депутатов и рабочих Севастопольского порта | 404   | 10,90 |
|           | Группа беспартийных команды линейного корабля «Иоанн Златоуст»                                                                                              | 129   | 3,48  |
| Всего     | Всего | 3 706 | 100   |
| Источник: | |       |       |